# As Cities Burn
As Cities Burn (ACB) ist eine 2002 gegründete Indie-Band aus Baton Rouge, Louisiana. Sie lösten sich 2009 aus familiären Gründen auf, gaben jedoch 2011 über Facebook bekannt, dass sie sich wiedervereinen würden.

## Geschichte

### Die Anfänge undSon, I Loved You At Your Darkest(2002–2006)
As Cities Burn wurden 2002 von den Brüdern T.J. Bonnette (Gesang) und Cody Bonnette (Gitarre) gemeinsam mit Colin Kimble (Leadgitarre), Pascal Barone (Bass) und Bryan Disxon (Schlagzeug) gegründet. Bereits am Anfang konnte sich die Band einen Status in der Liveszene von Baton Rouge erspielen und veröffentlichten Ende 2002 eine aus fünf Songs bestehende Extended Play in Eigenproduktion, die sich etwa 1000 mal verkaufte. Mitte 2003 erschien eine weitere selbstbetitelte EP, die sich sogar noch öfter verkaufte. Im Anschluss kündigten die Bandmitglieder ihre Jobs und spielten alleine 2004 250 Shows in den Vereinigten Staaten. Jedoch verließ Brian Dixon die Band, um mit Oceans Firing weiterzumachen. Für ihn kam Aaron Lunsford in die Band.
Dieser große Erfolg, zumal für eine christliche Band, zog die Aufmerksamkeit von Solid State Records, einer Tochterfirma von Tooth & Nail Records auf sich, die sie 2004 unter Vertrag nahm.
Dort erschien am 21. Juni 2005 ihr Debütalbum Son, I Loved You at Your Darkest, dessen Sound in erster Linie vom Post-Hardcore geprägt war. Der gesangliche Schwerpunkt lag auf den Screams von TJ Bonnette. Alles in allem hatte das Album einen sehr düsteren, dramatischen und melancholischen Klang. Der Song The Widow, der hauptsächlich von Codys Gesang dominiert wird, gab einen ersten Anhaltspunkt, wie As Cities Burn später nach dem Ausstieg von TJ klingen würde.

### Hiatus undCome Now Sleep(2006–2009)
Am 10. Juni 2006 gab die Band das Ende von As Cities Burn bekannt. Grund für eine Auflösung war vor allem der Ausstieg des Sängers T.J. Bonnette, der heiratete und deshalb nicht mehr so lange touren wollte. Nach der Vans Warped Tour spielten sie ihr Abschiedskonzert im House of Blues in New Orleans, entschlossen sich nach massiver Unterstützung ihrer Fans allerdings doch, weiterzumachen. Cody Bonnette übernahm daraufhin den Gesang und die Band machte als Vierergruppe weiter.
Am 17. Dezember 2006  veröffentlichte die Band den ersten neuen Song vom kommenden Album via MySpace und PureVolume, welches sie Anfang 2007 aufnahmen. Fans überraschte es besonders durch den kompletten Verzicht auf Screams, die bis dato ein zentrales Element ihrer Musik darstellten und nun von Cody Bonnettes Klargesang abgelöst wurden. Am 12. April 2007 veröffentlichten As Cities Burn den Titel ihres neuen Albums, Come Now Sleep, welches am 14. August 2007 ebenfalls über Tooth & Nail Records erschien. Es erreichte Platz 135 der US-Billboard-Charts.
2009 erschien das Album Hell or High Water, das erneut einen Stilwechsel beinhaltete. Die Band war nun stärker am Alternative Rock orientiert, einige Songs erinnerten an Pearl Jam und Counting Crows. Das Album erreichte Platz 109 der Billboard-Charts. Kurz darauf löste sich die Band auf.

### Diverse Reunions (seit 2011)
Seit 2011 ist die Band wieder aktiv und spielte diverse Konzerte, zum Teil nur mit einzelnen Alben. 2015 kehrte auch T.J. Bonnette in die Band zurück. Im gleichen Jahr erschien mit Prince of Planet Earth auch der erste gemeinsame Song seit sechs Jahren. Im Anschluss fand eine Tour zum ersten Album statt, bei dem die Gruppe von Emery supportet wurde.
2016 löste sich die Band wieder für kurze Zeit auf, nur um im Januar 2017 eine erneute Tour mit Emery anzukündigen.

## Stil
Im Laufe der Alben entwickelte sich ihr Stil stark weiter, von einem anfangs eher Screamo-geprägten Post-Hardcore (Son, I Loved You At Your Darkest) über eine progressivere, jedoch ruhigere Spielart (Come Now Sleep) bis hin zum Indie-Rock (Hell or High Water). Obwohl sie zum Christian Rock gehören, sind ihre christlichen Botschaften eher subliminal und stehen nicht im alleinigen Fokus.

## Diskografie
- 2002: As Cities Burn (EP, Eigenproduktion)
- 2003: As Cities Burn (EP, Eigenproduktion)
- 2005: Son, I Loved You at Your Darkest (Solid State Records)
- 2007: Come Now Sleep (Solid State Records)
- 2007: The EP (Tooth & Nail Records)
- 2009: Hell or High Water (Tooth & Nail Records)
- 2019: Screaming Through the Walls (Rude / Equal Vision)

## Sonstiges
- Colin, Cody und Bryan spielten in einer Punk/Ska-Band mit Namen Alliance 103 mit Colin als Sänger, Cody am Bass und Bryan am Schlagzeug.